# Gudmont-Villiers
Gudmont-Villiers település Franciaországban, Haute-Marne megyében. Lakosainak száma 279 fő (2022. január 1.). Gudmont-Villiers Cerisières, Donjeux, Doulaincourt-Saucourt, Flammerécourt, Froncles, Leschères-sur-le-Blaiseron, Rouécourt és Rouvroy-sur-Marne községekkel határos.

## Népesség
A település népességének változása:
| Lakosok száma | 271  | 399  | 338  | 353  | 313  | 300  | 291  | 281  | 283  | 279  |
|               | 1968 | 1982 | 1990 | 2006 | 2013 | 2015 | 2017 | 2019 | 2020 | 2022 |